# Val-de-Louyre-et-Caudeau
Val-de-Louyre-et-Caudeau – gmina we Francji, w regionie Nowa Akwitania, w departamencie Dordogne. W 2013 roku liczba ludności wynosiła 1643 mieszkańców. 
Gmina została utworzona 1 stycznia 2017 roku z połączenia dwóch ówczesnych gmin: Sainte-Alvère-Saint-Laurent Les Bâtons oraz Cendrieux. Siedzibą gminy została miejscowość Sainte-Alvère.